# Mistrovství světa ve veslování 1974
Mistrovství světa ve veslování 1974 se konalo od 2. do 9. září 1974 na jezeře Rotsee ve švýcarském Luzernu. Na tomto místě se konalo již podruhé (konalo se zde historicky první mistrovství světa v roce 1962).
Toto mistrovství přineslo několik novinek. Poprvé se závodů účastnily ženy. Zároveň byly poprvé v programu závody veslařů lehkých vah. Počínaje tímto rokem se mistrovství začalo konat každoročně (do roku 1974 to bylo jen jednou za čtyři roky).  
Veslařská regata je organizována Mezinárodní veslařskou federací. V neolympijských letech představuje mistrovství světa vyvrcholení mezinárodního veslařského kalendáře a v roce, jenž předchází olympijským hrám, představuje jejich hlavní kvalifikační událost. V olympijských letech pak program mistrovství zahrnuje pouze neolympijské disciplíny.
Muži závodili na trati o délce 2000 m, ženy na trati o délce 1000 m.

## Medailové pořadí
| Pořadí | Země                             | Zlato | Stříbro | Bronz | Celkem |
| ------ | -------------------------------- | ----- | ------- | ----- | ------ |
| 1      | Východní Německo                 | 10    | 2       | 1     | 13     |
| 2      | USA                              | 3     | 1       | 1     | 5      |
| 3      | Sovětský svaz                    | 2     | 5       | 3     | 10     |
| 4      | Rumunská socialistická republika | 1     | 2       | 2     | 5      |
| 5      | Austrálie                        | 1     | 0       | 0     | 1      |
| 6      | Nizozemsko                       | 0     | 4       | 0     | 4      |
| 7      | Západní Německo                  | 0     | 1       | 3     | 4      |
| 8      | Spojené království               | 0     | 1       | 1     | 2      |
| 9      | Norsko                           | 0     | 1       | 0     | 1      |
| 10     | Československo                   | 0     | 0       | 2     | 2      |
| 11     | Belgie                           | 0     | 0       | 1     | 1      |
| 11     | Nový Zéland                      | 0     | 0       | 1     | 1      |
| 11     | Polsko                           | 0     | 0       | 1     | 1      |
| 11     | Švýcarsko                        | 0     | 0       | 1     | 1      |
| Celkem | Celkem                           | 17    | 17      | 17    | 51     |

## Přehled medailí

### Mužské disciplíny
| Disciplína                      | Zlato | Čas     | Stříbro | Čas     | Bronz | Čas     |
| Skif M1x                        | Východní Německo Wolfgang Hönig | 7:20,11 | USA James Dietz | 7:23,95 | Sovětský svaz Nikolaj Dovgaň | 7:24,74 |
| Dvojskif M2x                    | Východní Německo Christof Kreuziger Hans-Ulrich Schmied                                                                                     | 6:35,95 | Norsko Alf John Hansen Frank Hansen | 6:38,34 | Spojené království Christopher Baillieu Michael Hart                                                                                           | 6:43,32 |
| Párová čtyřka M4x               | Východní Německo Joachim Dreifke Götz Draeger Rüdiger Reiche Jürgen Bertow                                                                  | 6:04,01 | Sovětský svaz Mustafajev Kochel Jurij Jakimov Gennadij Koršikov                                                                                             | 6:05,79 | Československo Filip Koudela Zdeněk Pecka Miroslav Laholík Jaroslav Hellebrand                                                                 | 6:08,12 |
| Dvojka bez kormidelníka M2-     | Východní Německo Bernd Landvoigt Jörg Landvoigt                                                                                             | 6:59,09 | Rumunská socialistická republika Ilie Oanță Dumitru Grumezescu                                                                                              | 7:03,99 | Polsko Alfons Ślusarski Zbigniew Ślusarski | 7:04,64 |
| Dvojka s kormidelníkem M2+      | Sovětský svaz Vladimir Ješinov Nikolaj Ivanov Alexandr Lukjanov (k)                                                                         | 7:21,90 | Východní Německo Wolfgang Gunkel Jörg Lucke Klaus-Dieter Neubert (k)                                                                                        | 7:27,86 | Československo Oldřich Svojanovský Pavel Svojanovský Vladimír Petříček (k)                                                                     | 7:29,93 |
| Ctyřka bez kormidelníka M4-     | Východní Německo Siegfried Brietzke Andreas Decker Stefan Semmler Wolfgang Mager                                                            | 6:19,20 | Sovětský svaz Raul Arnemann Nikolaj Kuzněcov Sergej Posdějev Anušavan Gasan-Džalalov                                                                        | 6:22,83 | Západní Německo Peter van Roye Klaus Jäger Bernd Truschinski Reinhard Wendemuth                                                                | 6:27,01 |
| Čtyřka s kormidelníkem M4+      | Východní Německo Andreas Schulz Rüdiger Kunze Ullrich Dießner Walter Dießner Wolfgang Groß (k)                                              | 6:26,38 | Sovětský svaz Gennadij Moskovskij Alexander Pljuškin Vladimir Vasiljev Anatolij Němtyrjov Igor Rudakov (k)                                                  | 6:27,34 | Západní Německo Hans-Johann Färber Ralph Kubail Peter-Michael Kolbe Peter Niehusen Uwe Benter (k)                                              | 6:27,98 |
| Osma M8+                        | USA Alan Shealy Hugh Stevenson Richard Cashin Mark Norelius John Everett Michael Vespoli Timothy Mickelson Kenneth Brown David Weinberg (k) | 5:46,37 | Spojené království Frederick Smallbone John Yallop Timothy Crooks Hugh Matheson David Maxwell Jim Clark William Mason Leonard Robertson Patrick Sweeney (k) | 5:47,49 | Nový Zéland Tony Hurt Danny Keane Lindsay Wilson Athol Earl Trevor Coker Alexander McLean David Rodger Ross Blomfield David Simmons (k)        | 5:47,84 |
| Skif LV LM1x                    | USA William Belden | 7:33,72 | Nizozemsko Harald Punt | 7:36,80 | Švýcarsko Reto Wyss | 7:36,96 |
| Čtyřka bez kormidelníka LV LM4- | Austrálie Campbell Johnstone Andrew Michelmore Geoffrey Rees Colin Smith                                                                    | 6:38,12 | Nizozemsko Los Hans Pieterman Jannes Bruyn Hans Lycklama | 6:43,26 | USA Andrew Washburn Barry Selick James Ehrmann Peter Huntsman                                                                                  | 6:43,48 |
| Osma LV LM8+                    | USA Matthew Baldino Joseph Gayner Ralph Nauman David Harman Eric Aserlind Richard Ewing Mick Feld Richard Grogan John Hartigan (k)          | 6:15,25 | Nizozemsko Cornelis Bos L. Burghgraef E. van der Snoek W. Mulder B. van Aken G. van der Werff Ch. Hoynck van Papendrecht H. Hommen M. van de Broek (k)      | 6:17,54 | Západní Německo Uwe Barwig Wolfgang Fritsch Paul Lutz Julius Nick Lutz Kalmbacher Michael Speth Ekkehard Braun Wolfgang Gabler Willi Seyer (k) | 6:17,54 |

### Ženské disciplíny
| Disciplína                        | Zlato | Čas     | Stříbro | Čas     | Bronz | Čas     |
| Skif W1x                          | Východní Německo Christine Scheiblichová | 3:46,52 | Sovětský svaz Genovaitė Ramoškienė | 3:52,38 | Belgie Christine Wasterlainová | 3:53,08 |
| Dvojskif W2x                      | Sovětský svaz Jelena Antonovová Galina Jermolajevová | 3:24,00 | Západní Německo Astrid Hohlová Regine Adamová | 3:26,43 | Východní Německo Gisela Medefindtová Rita Schmidtová | 3:28,78 |
| Párová čtyřka s kormidelnicí W4x+ | Východní Německo Roswietha Reichelová Ursula Wagnerová Jutta Lauová Sybille Tietzeová Liane Buhrová (k)                                                                                | 3:19,81 | Rumunská socialistická republika Ioana Tudoranová Elisabeta Lazărová Doina Bardasová Teodora Boicu Elena Giurcă (k)                                                     | 3:21,92 | Sovětský svaz Naděžda Šerbaková Natalia Gorodilovová Valentina Ivčenková Antonina Mariškinová Irina Mojsejenková (k)                                                    | 3:22,64 |
| Dvojka bez kormidelnice W2-       | Rumunská socialistická republika Marilena Ghita Cornelia Neascu | 3:43,12 | Východní Německo Renate Bänschová Bergit Heinzeová | 3:45,18 | Sovětský svaz Janina Čigovská Ruta Weinzergová | 3:45,43 |
| Čtyřka s kormidelnicí W4+         | Východní Německo Rosel Nitscheová Angelika Noacková Renate Schlenzigová Sabine Dähneová Christa Karnathová (k)                                                                         | 3:28,99 | Nizozemsko Liesbeth de Bruinová Ingrid Munneke-Dusseldorp Maria Steenmanová Louise de Graaffová M. Kraayenhof (k)                                                       | 3:31,19 | Rumunská socialistická republika Marlene Predescu Kabat Avram Chertic Aneta Matei (k)                                                                                   | 3:32,71 |
| Osma W8+                          | Východní Německo Henrietta Doblerová Helma Lehmannová Ilona Richterová Bianka Schwedeová Brigitte Ahrenholzová Irina Müllerová Gunhild Blankeová Doris Mosigová Sabine Brinckerová (k) | 3:04,82 | Sovětský svaz Nina Bistrovová Valentina Rubcovová Nina Abramovová Sofia Šurkalovová Valentina Jermakovová Sergejewa Věra Alexejevová Nina Filatovová Nina Frolovová (k) | 3:05,05 | Rumunská socialistická republika Elena Oprea Florica Petcu Georgeta Militaru-Mașca Cristel Wienerová Aurelia Marinescu Luliana Balabanová Avram Chertic Aneta Matei (k) | 3:08,31 |